# 朗特南
朗特南（法語：Lanthenans，法語發音：[lɑ̃tnɑ̃]）是法国杜省的一个市镇，属于蒙贝利亚尔区。

## 地理
朗特南（47°23'41"N, 6°37'38"E）面积3.36 平方千米，位于法国勃艮第-弗朗什-孔泰大區杜省，该省份为法国东部内陆省份，北起上索恩省，西接汝拉省，东部及东南部与瑞士接壤，东北部与贝尔福地区省接壤。
与朗特南接壤的市镇（或旧市镇、城区）包括：苏朗、布吕桑、昂特伊、耶蒙当。

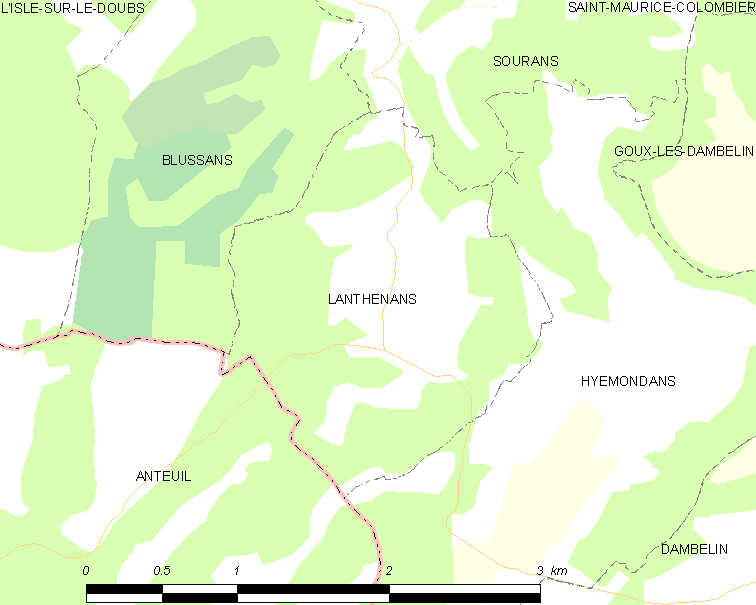
朗特南的OSM定位图

朗特南的时区为UTC+01:00、UTC+02:00（夏令时）。

## 行政
朗特南的邮政编码为25250，INSEE市镇编码为25327。

## 政治
朗特南所属的省级选区为巴旺县。

## 人口

1962-2008年间朗特南人口变化图示

朗特南于2022年1月1日时的人口数量为70人。